# Dekaloog, drie
Dekaloog, drie (Pools: Dekalog, trzy) is een Poolse televisiefilm uit 1988. Dit derde deel van de Dekaloogserie van regisseur Krzysztof Kieślowski gaat over het derde gebod: Houd de sabbat in ere, het is een heilige dag.

## Verhaal
Het is kerstavond. Taxichauffeur Janusz komt thuis als kerstman en het gezin van Janusz viert samen de kerstavond. Tijdens de kerstmis ziet Janusz zijn voormalige geliefde Ewa. 
Wanneer het gezin thuis de kerstavond verder viert gaat plots de deurbel. Janusz gaat naar buiten en zegt dat iemand zijn auto wil stelen. Hij ontmoet Ewa, die wanhopig op zoek is naar haar man. Hij meldt aan zijn vrouw dat zijn taxi daadwerkelijk is gestolen. Janusz en Ewa gaan in die taxi op zoek naar haar man. Zijn vrouw doet aangifte van de diefstal bij de politie. De politie houdt het voertuig aan, maar Janusz kan zichzelf identificeren als de eigenaar en mag verder rijden.
Ewa bekent aan Janusz dat haar man jaren geleden van haar is gescheiden en dat ze de eenzaamheid tijdens kerstavond niet kan verdragen en ze daarom naar Janusz is gekomen. Ewa vertelt dat het haar doel is om de hele nacht tot 7 uur 's ochtends samen met Janusz te zijn, en dat ze voelt dat als dit lukt, alles goed komt. Ze bereikt dit doel en in de ochtend gaan beiden naar huis. Janusz wordt thuis opgewacht door zijn vrouw, die hem vraagt of hij Ewa heeft ontmoet. Hij belooft haar Ewa niet meer te zien.

## Rolverdeling
| Acteur              | Personage        |
| ------------------- | ---------------- |
| Daniel Olbrychski   | Janusz           |
| Maria Pakulnis      | Ewa              |
| Joanna Szczepkowska | vrouw van Janusz |
| Artur Barcis        | trambestuurder   |
| Krystyna Drochocka  | tante            |
| Henryk Baranowski   | Krzysztof        |